# 15573 Richardjoseph
15573 Richardjoseph è un asteroide della fascia principale. Scoperto nel 2000, presenta un'orbita caratterizzata da un semiasse maggiore pari a 2,868037 UA e da un'eccentricità di 0,035550, inclinata di 1,719834° rispetto all'eclittica. Ha un diametro di 4,325 km.